# Miss Turks e Caicos
Miss Turks and Caicos è un concorso di bellezza femminile che si tiene annualmente nelle Isole Turks e Caicos. La vincitrice del concorso rappresenta il proprio paese nel concorso internazionale Miss Universo, mentre la seconda classificata compete per Miss Terra.

## Albo d'oro
La vincitrice del concorso rappresenta Turks e Caicos nel concorso Miss Universo dell'anno seguente.
| Anno | Vincitrice               | Piazzamento a Miss Universo            |
| ---- | ------------------------ | -------------------------------------- |
| 1979 | Constance Lightbourne    |                                        |
| 1980 | Francis Rigby            |                                        |
| 1981 | Jacqueline Astwood       |                                        |
| 1982 | Lolita Ariza             |                                        |
| 1983 | Deborah Lindsley         |                                        |
| 1984 | Miriam Coralita Adams    |                                        |
| 1985 | Barbara Bulah Mae Capron |                                        |
| 1986 | Carmelita Ariza          | Semifinalista a Miss Universo 1987     |
| 1987 | Edna Smith               |                                        |
| 1988 | Sharon Simmons           | Miss Congeniality a Miss Universo 1989 |
| 1989 | Karen Been               |                                        |
| 1990 | Kathy Hawkins            |                                        |
| 1991 | Barbara Johnson          | Miss Congeniality a Miss Universo 1992 |
| 1992 | Michelle Mills           |                                        |
| 1993 | Eulease Walkin           |                                        |
| 1994 | Sharleen Grant           |                                        |
| 1995 | Shaneika Lightbourne     |                                        |
| 1996 | Keisha Delancy           |                                        |
| 1998 | Shantel Stubbs           |                                        |
| 1999 | Clintina Gibbs           |                                        |
| 2000 | Shereen Gardiner         |                                        |
| 2001 | Euwonka Selver           |                                        |
| 2003 | Shamara Ariza            |                                        |
| 2004 | Weinika Ewing            |                                        |
| 2005 | Shavenna Been            |                                        |
| 2006 | Saneita Been             |                                        |
| 2007 | Angelica Lightbourne     |                                        |
| 2008 | Jewel Selver             |                                        |
| 2011 | Easher Parker            |                                        |